# Други светски рат у Југославији
Други светски рат у Југославији је био сукоб у оквиру Другог светског рата на територији Краљевине Југославије који је трајао од 6. априла 1941. до 25. маја 1945. Рат је почео 6. априла 1941. нападом сила Осовине предвођених Немачком на Југославију која је након краткотрајног Априлског рата поражена, окупирана и подељена између Немачке, Италије, Мађарске, Бугарске и клијентских режима. Рат је највећим делом био герилски, а водили су га четници (ЈВуО) и партизани (НОВЈ) предвођени комунистима (КПЈ) против окупаторских снага и њихових марионетских режима, као што су Независна Држава Хрватска (НДХ) са усташким режимом, и Влада народног спаса на територији окупиране Србије. Истовремено рат је био и револуција и грађански рат између комунистичког партизанског, и ројалистичког четничког покрета.
На почетку су и партизани и четници били покрети отпора окупацији, и краткотрајно сарађивали. Међутим, крајем 1941. су се сукобили. Четници су сарађивали са италијанским окупационим снагама све до капитулације Италије, а после тога са Немцима и НДХ. Силе Осовине су покренуле низ офанзива са циљем да униште отпор окупацији, и скоро су то и успели у зиму и пролеће 1943. Упркос губицима, партизани су опстали као значајна борбена снага, стекли су признање западних Савезника и поставили темеље за послератну Југославију. Уз подршку у виду логистике, допремања оружја и залиха, обуке и ваздушних снага и совјетских копнених снага у Београдској операцији, партизани су успели да стекну контролу над целом државом и пограничним деловима Италије и Аустрије.
Људске жртве су биле огромне. Број жртава још увек није утврђен, али се углавном прихвата да је већи од милион људи. Процењује се да су Срби чинили између 48 % и 58 % од укупног броја жртава. Усташки режим је вршио геноцид над Србима, и мањинским народима Јеврејима и Ромима. Немачки и мађарски војници су такође вршили масовна стрељања претежно српских цивила као одмазде за активности покрета отпора. Четници су вршили масакре и етничка чишћења над муслиманима и Хрватима, и злочине над партизанским симпатизерима, а италијански окупатор је спровођењем политике италијанизације вршио масакре и етничка чишћења над Словенцима и Хрватима. На крају, током и после завршне фазе рата, партизани су извршили одмазде према колаборационистима и политичким неистомишљеницима, депортације дунавских Шваба, принудне маршеве и погубљења више хиљада ратних заробљеника и цивила који су бежали пред њима, масовна убиства Италијана у Истри и злочине над Србима, Немцима и Мађарима које су повезивали са фашистичким снагама.

## Позадина

### Ситуација пре напада
Југословенска влада је, пратећи догађаје у Европи и освајања нацистичке Немачке, очекивала да ће и Југославија бити нападнута. Зато је тражила начин како да избегне тај очекивани сукоб. Један од начина да се реше безбедносни проблеми Краљевине Југославије било је и потписивање пакта са Немачком 25. марта 1941. године. Повољни услови за Краљевину Југославију у овом уговору нису били гаранција да ће бити и испоштовани од Хитлера. Супротна одлука значила је сигуран рат са Немачком и њеним савезницима који су окруживали Краљевину Југославију, са свих страна осим кратке границе са Грчком на крајњем југу. У току ноћи 20. марта одржана је седница на којој је југословенска влада решила да приступи Тројном пакту. У Бечу је 25. марта потписан протокол о приступању.
Народ није био задовољан овом одлуком јер је сматрао сарадњу са нацистима неприхватљивом. Због тога су избиле демонстрације и изведен је државни удар у ноћи између 26. и 27. марта 1941. године на челу са генералима Боривојем Мирковићем, и Душаном Симовићем. Срушена је влада Драгише Цветковића, похапшени сви њени министри, свргнуто намесништво регента кнеза Павла Карађорђевића, а на радио-станици Београд је објављено да је престолонаследник Петар II Карађорђевић проглашен пунолетним. Нова влада постављена је у рано јутро 27. марта 1941. са генералом Душаном Симовићем као њеним председником. Истог дана организоване су демонстрације широм простора Југославије у којима су већину чинили Срби. Народ је истог дана изашао да да подршку обарању владе и на улици су се чуле пароле Боље рат него пакт, боље гроб него роб.
Хитлер је побеснео чувши за догађаје у Југославији. Његове планове о нападу на Совјетски Савез је морао да одложи. У ноћи између 5. и 6. априла 1941. године потписан је уговор између Југославије и Совјетског Савеза. Југославија је признала Совјетски Савез, а он пристао да поштује независност Краљевине Југославије, територију и суверена права, а у случају напада Немачке на Југославију, ће стати на страну Југославије.

### Напад сила Осовина на Југославију (Априлски рат)
Краљевину Југославију су 6. априла са свих страна напале силе Осовине, углавном немачке снаге, али и италијанске и мађарске. Луфтвафе је бомбардовао Београд у зору 6. априла. Инвазија је трајала 11 дана и окончала се безусловном капитулацијом Југословенске краљевске војске 17. априла. Борбена дејства су окончана 18. априла 1941. године. Три дана раније краљ и влада су напустили земљу. Југословенска влада је остатак рата провела у избеглиштву. Територија срушеног краљевства је подељена на интересне сфере Немачке и Италије. Осим што је била безнадежно лоше наоружана у поређењу са немачким Вермахтом, југословенска војска је покушала да брани читаву границу, али је само развукла своје ограничене ресурсе. Осим тога, највећи део хрватског становништва је одбијао да се бори и дочекивао је Немце као ослободиоце. Једини отпор инвазији долазио је из јединица у Србији и Црној Гори.

### Окупација и подела Југославије
Услови капитулације су били изузетно тешки, пошто су силе Осовине поделиле Југославију. Италија је окупирала јужну Словенију, Косово, Метохију, велике делове Далмације са скоро свим јадранским острвима и Боку Которску. Такође је стекла контролу над новооснованом црногорском марионетском државом. Црној Гори је обећано поновно успостављање династије Његош Петровић. Италија је доделила Великој Албанији делове Зетске и Вардарске бановине, односно Метохију, део Црне Горе, већи део Косова, и део Македоније. Мађарска је анектирала Бачку, Барању, Међимурје и Прекомурје. Бугарска је добила већи део Вардарске бановине и мање делове Моравске.
За време Априлског рата (10. априла) основана је и Независна Држава Хрватска, којој су поред Бановине Хрватске још припојени Босна (Врбаска и део Дринске бановине), остатак Херцеговине (део Зетске бановине) и остатак Срема (део Дунавске бановине). Политичко вођство је дато Анти Павелићу, вођи усташког покрета. Приближно месец дана после проглашења НДХ почело је масовно протеривање и убијање Срба, Јевреја и Рома.
Немачка је анектирала северну Словенију и од остатка Србије (и Баната) образовала територију Територије војноуправног команданта Србије. Немци су у заробљеништво одвели око 300.000 бивших југословенских војника. Слом државне творевине Краљевине Југославије оставио је тежак утисак у народу. Немачка окупациона политика била је оштра и тешка за становништво према коме је непријатељ гајио разне предрасуде. Народ на простору данашње Србије је, поред осећаја горчине услед пораза, морао да се бори са немачким реквизицијама, са проблемом избеглица и смањеним обимом економског пословања.

### Етничке прилике у Југославији на почетку Другог светског рата
Етничка шароликост Југославије је пружила окупаторима могућност за брже напредовање и освајање власти. У Војводини су живеле мађарска, немачка и хрватска мањина које су листом пришле уз надирућег окупатора (Немце, Мађаре и Хрвате — усташе) и омогућиле му брзо заузимање овог терена. На Косову и Метохији, албанска мањина је масовно пришла уз италијанског окупатора и омогућила му брзо заузимање ове територије, а након тога од дела албанског војно способног становништва формиране су и СС трупе „ Скендербег”. Најтежа ситуација за српски народ је била у оним српским земљама које су ушле у марионетску творевину НДХ. У тим крајевима, усташе почињу систематски геноцид на српским живљем. У Црној Гори је постојала мањина која је била сепаратистички настројена. Ова група је била мањинска, али је успела да дође на власт само уз помоћ италијанског окупатора.

## Покрети отпора
Сам систем управе наметнут од Немаца био је основа за стварање покрета отпора: четничког и партизанског. Четници су били за очување монархије и Велику Србију унутар Југославије, док је циљ партизана била комунистичка револуција и рушење старог система. У Београду је прво успостављена Комесарска управа, на челу са Миланом Аћимовићем, а потом, 29. августа 1941. формирана влада Народног спаса, на челу са Миланом Недићем, која се борила да смири деловање оба покрета отпора и тиме спречи СС-овске одмазде.

### Равногорски четнички покрет
Избегавши заробљавање од стране окупатора у Априлском рату, пуковник Драгољуб Михаиловић се склонио на Равну гору и 6. маја 1941. од официра и подофицира (којима су се постепено придруживали и други официри и политичари), оформио ЈВуО. Своју активност је усмерио на успостављање веза са британском обавештајном службом (уз помоћ америчког и турског посланства у Београду) и преко ње са југословенском избегличком владом. Михаиловић је већ почетком августа успео да обавести председника краљевске владе Душана Симовића о својој групи и њеним намерама, тражећи подршку и помоћ и стављајући се влади на располагање. Мада ово није била директна веза већ преко посредника (Британаца), већ од лета 1941. Михаиловић одржава сталне контакте и с Британцима и с избегличком владом. Ноћу између 17. и 18. септембра 1941. код Петровца на Мору из савезничке подморнице искрцала се комбинована британско-југословенска војно-обавештајна мисија, са капетаном Билом Хадсоном на челу, и стиже 25. октобра на Равну гору у Михаиловићев штаб.
Од тада па све до потпуног разлаза Британаца и Михаиловића (јуна 1944), четници су имали сталну везу и пуну подршку избегличке владе која је Михаиловића стално унапређивала (од пуковника до армијског генерала) и поставила за начелника штаба команде југословенске војске у отаџбини и министра војног.
Михаиловић је ради придобијања присталица из разних друштвених слојева, првенствено у српском народу, правио неколико политичких програма, који посебно они из 1941. године показују његова политичка опредељења. У првом програму од јуна 1941, већ у првој тачки он, са Стеваном Мољевићем прокламује своја политичка и војно стратешка опредељења. У њему се каже: „Одржавање непријатељског става према окупаторима и њиховим помагачима, али за сада до даљег не улазити у непосредне борбе, осим у случајевима самоодбране као што је случај у Хрватској…” За рад у прелазном периоду, Михаиловић истиче да се по сваку цену онемогући грађански рат међу Србима. У одељку припрема за нормално стање, Михаиловић каже: „Сматрати владу у емиграцији легалном владом док траје рат и по могућности одржавати везу са њом”, што је потврда његовог стратешког опредељења — рестаурација Краљевине. У делу Програма који говори о периоду слома окупатора доминантна су два задатка:
1. казнити све који су служили непријатељу и који су свесно радили на истребљењу српскога народа, и
2. учинити хомогеним српску државну заједницу, тј. стварање Југославије и унутар ње Велику Србију.

Равногорски четнички покрет првенствено се руководио идеологијом великосрпског државотворства. Драгиша Васић и емигрантски министар иностраних послова Момчило Нинчић већ су били начисто с тим да Југославију уопште не треба обнављати, али из јасних спољнополитичких разлога такав став се није јавно износио.
Понашање избегличке владе у Лондону, у одређеним фазама и краља, и крајња политичка неспособност, представљали су огромно оптерећење за равногорски четнички покрет и кључни реметилачки фактор у конципирању његове јединствене, кохерентне и чврсте идеологије. Драгиша Васић је инсистирао да се четнички покрет оштро критички дистанцира од рада краљевске владе и посебно њених хрватских министара који су стварали велику забуну у очима западних савезника по питању прилика у окупираним јужнословенским земљама.
Равногорска великосрпска идеологија је 1942. имала велики утицај и следбеницима генерала Милана Недића, па је то време највећег ентузијазма у војним формацијама и политичким групацијама генерала Драже Михаиловића. Војнички пораз на Неретви ће уздрмати покрет и у њему развити извесне центрифугалне тенденције, слабљење дисциплине и идејну дезоријентацију током 1943. године.
Техеранска конференција Стаљина, Рузвелта и Черчила донела је одлуку о обнови југословенске државе и пружању помоћи Титовим партизанима, и то 28. новембра 1943. дан уочи заседања АВНОЈ-а.
Као одговор Другом заседању АВНОЈ-а од стране КПЈ крајем 1943. године, половином јануара 1944. у селу Ба одржан је Светосавски конгрес припадника ЈВуО.
Најтежи ударац Михаиловићевим четницима ипак је задао краљ Петар II Карађорђевић. Краљ је сменио у јуну 1944. године Божидара Пурића са места председника владе и поставио Хрвата Ивана Шубашића.

### Народноослободилачки партизански покрет
Партизанске одреде је формирала и предводила Комунистичка партија Југославије (КПЈ) на челу са Јосипом Брозом Титом. Краткотрајни Априлски рат, комадање Југославије, стварање НДХ и осталих квислиншких творевина, терор окупатора и осталих колаборациониста створили су расположење код народа (превасходно српског) да се окупатору треба супротставити.
Политбиро ЦК КПЈ је тек 4. јула 1941. године донео одлуку о почетку оружане борбе, након уласка Совјетског Савеза у рат против Немачке и ангажовањем главних Хитлерових снага на Источном фронту, као и позивом Коминтерне свим поробљеним народима Европе да се укључе у рат против сила Осовине, као највећег зла човечанства.
Прва партизанска јединица је био Сисачки партизански одред, званично основан близу Сиска 22. јуна 1941. Ипак, разне војне организације са више или мање везе са КПЈ су биле укључене у разна пружања отпора силама Осовине који су избили у подручјима Југославије насељеним углавном Србима након почетка операције Барбароса. У Београду је основан Главни штаб партизанских одреда Југославије, а КПЈ је званично одлучила да покрене оружани устанак 4. јула 1941, даном који се касније славио као Дан борца — државни празник СФРЈ. Три дана касније, Ваљевски партизански одред је извршио акцију у селу Бела Црква у Рађевини. Тај дан се након ослобођења славио кад Дан устанка у Србији.
У јесен 1941, партизани су основали Ужичку републику на ослобођеној територији у западној Србији. Ова територија је поново окупирана новембра 1941. 21. децембра исте године, партизани су у Руду формирали Прву пролетерску бригаду — прву регуларну јединицу која је могла да дејствује изван места где је основана. 1942, те јединице и партизански одреди су се спојили у Народноослободилачку војску (НОВ) и Партизанске одреде Југославије (ПОЈ), а касније у Југословенску армију 1. марта 1945.

## Фазе рата након окупације

### Устанци против окупатора
Током лета 1941. у готово свим крајевима Југославије дошло је до образовања противосовинских борбених група и до отпочињања напада на осовинске и квислиншке трупе и инфраструктурне објекте. Устаници су били мотивисани патриотизмом, идеолошким убеђењем или страхом за голи живот, као у случају Срба у НДХ и Јевреја.
Након напада Немачке на Совјетски Савез 22. јуна 1941. Комунистичка партија Југославије је појачала своје активности
Комунистичка партија Југославије је званично одлучила да покрене устанак 4. јула 1941. Тај датум се касније обележавао као Дан борца. За почетак устанка у Србији узима се напад на српске жандаре у селу Бела Црква. У јулу 1941. дошло је до општег народног устанка у Црној Гори, а током јесени 1941. устанак је добио масован карактер и у западној Србији и у неким крајевима Босне, Херцеговине и Хрватске. У западној Србији формирана је пространа слободна територија, такозвана Ужичка република.
Истовремено, остаци официрског кора војске Краљевине Југославије који су избегли заробљавање вршили су међусобно повезивање и организовање. Ове две групе преузеле су вођство над устаничким групама, започевши формирање војних формација. Значајну улогу у припреми кадрова за организацију партизанског рата у Југославији је имао Совјетски Савез. Уочи рата неколико стотина будућих истакнутих учесника НОБ је завршило партизанске течајеве у организацији совјетске војно-обавештајне службе у Совјетском Савезу и Шпанији.
Тако су настале две устаничке формације, једна под руководством Комунистичке партије Југославије, под називом партизани (касније Народноослободилачка војска Југославије) и друга под командом пуковника Југословенске војске Драгољуба Михаиловића, под називом Југословенска војска у отаџбини (у народу познатија као четници).

### Операција Ужице и грађански рат четника и партизана
Након почетних успеха устаника, дошло је до узвратних мера осовинских снага. Устаничке снаге претрпеле су поразе, што је довело до губитка слободне територије и осеке устанка.
Између две устаничке формације избио је у Србији општи сукоб 1. новембра 1941. Упркос примирју потписаном 20. новембра, сукоб се наставио и добио на интензитету. У јануару 1942. овај сукоб пренео се и на територију Црне Горе, а током првих месеци те године захватио је и Босну и Херцеговину, Лику и Далмацију. Тиме је сукоб прерастао у тотални рат до уништења. Бројне четничке снаге у Црној Гори, Босни и Херцеговини и Хрватској повезале су се са италијанском окупационом војском или склопиле споразуме са властима НДХ.

### Романијско-бирчанска и озренска операција
Након неуспеха и губљења позиција у источним крајевима у првој половини 1942, партизанско руководство определило се за формирање чврстих мобилних формација, способних за борбу у разним подручјима. Формиране су бригаде, које су бројале око 1.000 бораца, а затим су од више бригада формиране дивизије.
Ова оријентација на покретљиве ударне јединице показала се успешном. Партизанске јединице извеле су већи број успешних напада на непријатељске гарнизоне (Кључ, Ливно, Мркоњић Град, Јајце, Босанско Грахово, Бихаћ, Теслић). Тако је формирана пространа слободна територија, такозвана Бихаћка република, и истовремено је формирана групација оперативних јединица као почетак НОВЈ.

### Операција Трио
Осовинске снаге реаговале су енергично на стварање слободне територије и противосовинске војске. Немачке снаге у НДХ, које су се 1941. састојале од само једне посадне дивизије, крајем 1942. увећане су на 7 дивизија. Немачке и италијанске команде израдиле су план операција. Током операција требало је, поред уништења НОВЈ, такође да буду разоружане и распуштене локалне јединице под италијанском командом, односно Добровољачка антикомунистичка милиција, које су у тој фази представљале главнину Ђујићевих четничких снага. На овоме су посебно инсистирали Немци, упркос италијанском отпору, сматрајући да ће се четничке јединице у случају савезничког искрцавања у Југославији окренути против осовинских снага.

### Операција Вајс (Битка на Неретви) и Операција Шварц (Битка на Сутјесци)
Главне осовинске операције почеле су 20. јануара 1943, и трајале су, с мањим прекидом, до 15. јуна. Операција Вајс карактерисана је жестоким борбама осовинских снага са јединицама НОВЈ, а у саставу италијанских снага на страни осовине борили су се и Ђујићеви четници, а планирано разоружање и распуштање је изостало. Овај део окончан је успехом снага НОВЈ, које су, и поред изложености великим напорима и знатним губицима, очувале борбену снагу. Главна оперативна групација НОВЈ пробила се кроз италијанске и четничке положаје у захвату Неретве према источној Херцеговини и Црној Гори.
За наставак операција, под називом Шварц, Немци су довели још једну дивизију (1. брдску). Операције су се одвијале на територији Црне Горе и југоисточне Босне. Наступајући према снагама НОВЈ, Немци су разоружали и расформирали велики број четничких јединица, а знатан број су интернирали у заробљеничке логоре, иако ове нису пружиле отпор. Немачке снаге, уз помоћ Италијана на помоћним задацима, успеле су да опколе Главну оперативну групу НОВЈ и наметну јој упорну једномесечну борбу на тешком терену под неповољним условима. Услед велике бројчане и ватрене надмоћи Немаца, снаге НОВЈ претрпеле су веома тешке губитке. Ипак, њихов знатан део успео је да се средином јуна пробије кроз немачке обруче у источну Босну, где се током наредних недеља поново распламсала партизанска борба.
Борци НОВЈ савладали су током ових операција тешка искушења. Стога су ове борбе у послератној Југославији добиле митски статус и биле су познате као Четврта и Пета офанзива, односно Битка на Неретви и Битка на Сутјесци.

### Капитулација Италије
Почетком септембра 1943. Италија је капитулирала. Немачка команда припремила се за овај догађај. У Југославију је доведен штаб Друге оклопне армије, а на располагање су јој стављене крупне снаге. 15. августа 1943. формирана је у Београду нова стратегијска команда, штаб Групе армија Ф, ради обједињавања командовања јединицама у Грчкој и Југославији. Ове снаге су у септембру и октобру извеле операцију Ахзе са циљем разоружавања и стављања под контролу италијанске армије на Балкану.
Долазак армијских и корпусних штабова и бројних нових јединица није само бројчано ојачао немачке снаге на терену, него је уједно подигао њихову тактичку употребу на виши ниво. Немачки штабови су пратили и проучавали противника, користећи сараднике са терена и развијајући специјализоване обавештајне, диверзантске и извиђачке екипе.
Пад Италије имао је такође за последицу нагло јачање НОВЈ, како бројчано, тако и по наоружању, које је преузето од разоружаних Италијана. Ово је омело немачке планове о поседању италијанских положаја. С обзиром да су у јужној Италији напредовале савезничке снаге, избивши на обалу Јадрана, велике непоседнуте области на обали и у унутрашњости Југославије представљале су критичан проблем за немачку одбрану. Немачки командант овако је оценио ситуацију:
Ситуација у унутрашњости Балканског полуострва, у непосредној вези са замишљеним, односно стварним током догађаја на подручју Средоземног мора, знатно се заоштрила… Борбене акције, које су се отуда развиле изгубиле су карактер герилског рата. У стварности, у борбама са посадним трупама на одлучујућим местима појављују се бројно јаке, плански вођене и — бар за планинско ратовање — добро наоружане и опремљене јединице… Према томе, неправилно би било да се и даље говори о „герилству“ или да се сузбијање банди сматра као полицијска ствар. Ради се о томе да се уочи да је непријатељ стао ногом на Балкан и да га треба уништити пре него што ће већи део трупа бити присиљен да крене у одбрану обале.
…
Најопаснији непријатељ је Тито.
…
Због тога Михаиловић већ тражи везу са немачким командама, да не би потпао под комунистичку власт. 
Савезнички високи официри и политички лидери изнели су сличне закључке на међусавезничким конференцијама у Каиру и Техерану од 22. новембра до 7. децембра 1943:
- „Премијер Черчил: Жалосна је чињеница да готово никакве залихе нису достављене 222.000 људи бројним присталицама Тита морским путем. Ти одлучни (борци) држе у Југославији онолико Немаца колико ми држимо јужно од Рима. Немци су бачени у забуну након колапса Италије и патриоте су освојиле контролу над великим деловима обале.”[7]
- „Изванредне ствари постижу се у Југославији од стране Тита, који ради много више него што је Михаиловић постигао. Нема планова да се у Југославију пошаље велика армија, али се Немцима може задати ударац кроз помагање Титових снага путем повећаног снабдевања.”[8]
- „Генерал Ајзенхауер нагласио је витални значај настављања максималних могућих операција на успостављеном попришту… Он верује да сву могућу опрему треба слати Титу, јер су Михаиловићеве снаге од мале вредности.”[9]
- „Генерал Брук је, прелазећи на Југославију, рекао да су у тој земљи Немци имају тешкоћа да одржавају своје комуникације. Отуда, сва добит мора бити извучена из свих прилика да се увећају немачке невоље путем помагања партизана. Желимо да се организује систем допремања оружја и ваздушне подршке. Генерал Брук рекао је да је сада 21 немачка дивизија распоређена у Југославији до грчке границе.”[10]

Захваљујући пробијању немачког система шифровања радио-саобраћаја, савезнички руководиоци располагали су веома добрим информацијама о збивањима у Југославији, и донели су одлуку о пружању што веће могуће помоћи НОВЈ у материјалу и путем тактичког садејства.

### Михаиловићева операција против окупатора
Након периода у којем је главнина његових снага била повезана са осовинским, Михаиловић је након капитулације Италије заузео активнији став. Под утиском слабљења осовинске коалиције, Михаиловић је прикупио знатне снаге из Србије (око 15.000 људи) и са њима извршио напад на изоловани немачко-домобрански гарнизон Вишеград. Након пада Вишеграда, наставио је наступање према Рогатици, која је пала 13. октобра.
С обзиром да је до овог напад дошло непосредно након пораза у Тузли, то је додатно забринуло немачку команду. Она међутим није имала ресурса да активно супротстави. С обзиром на наступање НОВЈ од Тузле према Добоју, напад на Травник и наступање код Прозора, Немци су стекли утисак о угрожености Сарајева, и ограничили су се на јачање одбране.
Међутим, овај напад забринуо је и штабове НОВЈ, јер се групација ЈВуО појавила на врло важној стратешкој позицији и уклинила између 2. и 3. корпуса НОВЈ. Стога су две дивизије НОВЈ ангажоване да отклоне ту претњу. Новоформирана 27. дивизија, оријентишући се на простор источно од Сарајева, 22. октобра заузела је Рогатицу разбивши четнике, а у борбама 37-31. октобра ослободила Соколац од усташа. Пета дивизија заузела је 26. октобра Вишеград од четника, чиме је групација ЈВуО била потпуно разбијена. Снаге НОВЈ у Црној Гори енергичним наступањем успеле су да до тада истисну четнике са свих битних позиција, успостављајући при том контролу над знатним италијанским снагама и ресурсима.
Разочаран потпуним игнорисањем ове његове акције од стране савезничких руководстава, Михаиловић је обуставио сличне активности и 7. новембра издао директиву о општем нападу на комунисте, напомињући да савезници одобравају такав став. Велика већина његових снага ван Србије у међувремену се чврсто везала за Немце, а током новембра и децембра 1943. и велики део снага у Србији (Лукачевић, Калабић, Јеврем Симић, Љуба Јовановић) потписао је споразуме са Немцима. Обавештење немачког команданта југоистока о склопљеном споразуму са Лукачевићем врло брзо је дошло до Черчила, и имало је пресудан значај у одлуци о напуштању Михаиловића.

### Операција Кугелблиц и Зимске операције 1943/1944.
У периоду кад су савезници установили присуство 21 немачке дивизије у Југославији, у новембру 1943, снаге НОВЈ успевале су да држе велику слободну територију која је укључивала следећа места: Сењ, Карлобаг, Делнице, Оточац, Удбина, Кореница, Доњи Лапац, Војнић, Вргинмост, Слуњ, Копривница, Чазма, Лудбрег, Вировитица, Подравска Слатина, Сански Мост, Дрвар, Босански Петровац, Босанско Грахово, Кључ, Прњавор, Котор Варош, Јајце, Гламоч, Бугојно, Ливно, Купрес, Имотски, Трогир, Брач, Хвар, Оребић, Корчула, Вела Лука, Грачаница, Босански Шамац, Тузла, Зворник, Кладањ, Олово, Власеница, Рогатица, Вишеград, Фоча, Гацко, Прибој, Пљевља, Пријепоље, Жабљак, Бијело Поље, Мојковац, Колашин, Беране... Стога су штабови Групе армија Ф и Друге оклопне армије након окончања хитних интервенција на најосетљивијим тачкама, припремили обухватан ратни план за систематско поседање важних комуникација и позиција, уз истовремено задавање удараца НОВЈ. Овај план подељен у већи број операција, с тим да се истовремено одвија више њих у разним областима. Овај ратни подухват (тзв. зимске операције 43/44) по обиму је превазишао сва дотадашња ратна збивања у Југославији. Његово извршење трајало је од 3. децембра 1943. до средине фебруара 1944.
Током ових операција Немци су успели да овладају знатним делом слободне територије и да успоставе неке нарушене комуникацијске правце, али нису успели да нанесу значајне ударце НОВЈ ни остваре пресудну предност. На крају овог периода, у директиви од 27. фебруара 1944, командант армије Рендулић, свестан да проблем није решен, констатујући да су „банде” „последњих месеци, у великим операцијама у пространим областима армијског подручја, тучене и чија је борбена вредност знатно ослабљена”, истовремено захтева још интензивнију даљу активност. Многобројне операције против НОВЈ настављене су на свим подручјима.

### Десант на Дрвар
Са доласком пролећа почеле су боље да функционишу везе између НОВЈ и савезника. Снабдевање опремом се повећавало, као и евакуација рањеника, а повремено је добијана и ваздушна тактичка подршка. То је довело до константног раста способности НОВЈ да наноси штете Немцима. Бројне немачке локалне операције вођене с намером поправљања позиција и наношења губитака НОВЈ нису успевале да преокрену тај тренд. Због тога су немачки штабови осмислили спектакуларну ваздушно-десантну акцију уз подршку моторизованих и извиђачких копнених нападних група, са циљем уништења централних руководстава НОВЈ. Главна мета био је Врховни штаб у Дрвару.
Након низа операција вођених са циљем освајања полазних позиција, обмањивања и одвлачења снага НОВЈ из зоне напада, подухват је почео 25. маја 1944. у зору. И поред смелог планирања и великог залагања, операција није постигла свој основни циљ. Након овог напада, Врховни штаб НОВЈ преместио се на утврђени Вис.

### Битка за Србију
Током 1944. НОВЈ је настојала да јачањем снага у Србији и убацивањем нових снага из западних области освоји кључне позиције у Србији. У овоме је, услед значаја комуникација кроз Србију, имала подршку и помоћ западних савезника.
Немачки штаб Југоистока уочио је ово настојање НОВЈ и предузимао је противмере. Оне су се састојале у операцијама за блокирање покрета и разбијање снага НОВЈ које су наступале ка Србији (Драуфгенгер, Рибецал), као и уништењу партизанских снага унутар Србије. Михаиловићева организација такође је имала интерес да ово спречи, па је по том основу дошло до новог приближавања између немачких снага и ЈВуО.
Напори НОВЈ су након дуготрајних исцрпљујућих борби завршени успехом. Током првих дана августа група дивизија НОВЈ (2, 5. и 17) успела је да се пробије из Црне Горе и форсира Ибар. 21. августа у западну Србију продрла је Прва пролетерска дивизија, ускоро за њом Шеста личка, а почетком септембра и Дванаести корпус. Ове снаге ослободиле су мног градове (Горњи Милановац 12. септембра, Ваљево 18. септембра, Аранђеловац 20. септембра) и успоставиле базу за предстојећи напад на Београд.
Победа Другог и Трећег украјинског фронта Црвене армије над немачком Армијском групом „Јужна Украјина” у Јашко-кишињевској операцији 20—-26. августа 1944. изазвала је преврат у Румунији која је склопила примирје са Совјетским Савезом и објавила рат Немачкој. Избијање Црвене армије на бугарску границу изазвало је сличан развој и у Бугарској 5—9. септембра. Немачки витални положаји у Србији изненада су постали изложени удару Црвене армије и бугарске војске.
Немачка врховна команда је била принуђена да формира одбрамбену линију на источној граници Југославије. Тај фронт требало је највећим делом да поседну јединице групе армија Е из Грчке. Ради потреба новоствореног фронта и да се избегне ризик од одсецања, немачка врховна команда одлучила се на постепену евакуацију Грчке почев од 1. септембра 1944.
Међутим, маневар групе армија Е није био успешан јер су снаге НОВЈ и снаге бугарске армије успеле да успоре, испресецају и развуку њене наступајуће колоне. Значајан утицај имала је успешно изведена операција Ратвик.
С обзиром на то да је током септембра или првог дела октобра 1944. дошло до пребацивања неких немачких снага у Србију због приближавања Црвене армије, НОВЈ је у том периоду изван Србије постигла врло значајне успехе. Многа места су коначно ослобођена (Дрвар, Гацко, Приједор, Јајце, Доњи Вакуф, Бугојно, Горњи Вакуф, Тузла, Хвар, Брач, полуострво Пељешац, Беране, Никшић, Билећа, Требиње, Бенковац, Ливно, Дубровник), а многа друга привремено (Тешањ, Теслић, Славонска Пожега, Зворник, Дарувар, Пакрац, Колашин, Бијело Поље, Бањалука, Пљевља, Вировитица, Вишеград, Травник).
Ова дејства НОВЈ, нарочито офанзива за ослобођење Далмације и Друга бањалучка операција онемогућиле су извлачење крупнијих снага Друге оклопне армије за Београдску операцију и даља дејства у Панонији.
Општи напад 57. армије Црвене армије почео је са линије српско-бугарске границе 27/28. септембра. Кључни догађај за даљи развој представљало је успешно форсирање Велике Мораве 11. октобра код Лапова од стране Четвртог гардијског механизованог корпуса. Тиме су немачке снаге у Србији пресечене на два дела и раздвојене, а јужно од Београда створена је јака оклопно-пешадијска совјетско-југословенска група. Ове снаге ослободиле су Београд у борбама од 14. до 20. октобра. Главнина снага Црвене армије затим је усмерена на операцију форсирања Дунава у Барањи, док је борба са групом армија Е углавном препуштена југословенским и бугарским снагама. Ове снаге извеле су истовремено са Београдском, успешно операцију у јужној Србији, којом је знатно проширена бреша између немачких јединица.
Након ослобођења Београда, снаге НОВЈ наставиле су гоњење северне немачке групације кроз Срем, до половине децембра, уз подршку снага Црвене армије, а затим самостално. Немачке снаге успеле су да успоставе равнотежу западно од Шида, где је успостављен Сремски фронт.

### Ослобођење Далмације
Далмација је била поседнута јаким снагама Друге оклопне армије, које су се састојале од 118. ловачке, 264. и 369. пешадијске дивизије, 1. пука Бранденбург, 92. моторизованог пука, 649. и 944. обалског артиљеријског пука и знатних морнаричких снага. Под немачком командом била су још и три усташка здруга (6, 7 и 9.), а на њиховој страни борила се и четничка Динарска дивизија. Укуне снаге износиле су око 45.000 војника у немачким, 12.000 у усташким и 5.000 у четничким јединицама.
Бројно стање Осмог далматинског корпуса НОВЈ је 31. августа 1944. износило 25.470 бораца. Поред њега, у операцијама је учествовала и 29. херцеговачка дивизија, Прва тенковска бригада и делови Морнарице НОВЈ.
На основу директиве Врховног штаба од 25. августа, Осми корпус почео је операцију поседања комуникација. 28. августа неуспешно је нападнут немачко-четнички гарнизон у Грачацу, а 8. септембра привремено је заузет Бенковац.
У том периоду Друга оклопна армија била је присиљена да, услед продора Црвене армије кроз Румунију и кашњења групе армија Е из Грчке, издваја своје снаге за формирање фронта према Црвеној армији. Почетком септембра из Далмације су извучени Први пук Бранденбург и 92. моторизовани пук. Тиме је Осми корпус дошао у позицију да може отпочети операцију за коначно ослобађање Далмације. У борбама 12-17. септембра након великих немачких губитака ослобођен је Брач, а одмах затим и Хвар.
Пошто се ситуација на источном фронту даље погоршавала, штаб Друге оклопне армије направио је план за пребацивање 118. и 264. дивизије у област Београда. Пребацивање је почело са 750. пуком првих дана октобра. Међутим, 369. дивизија, која је требало да преузме одбрану, доживела је тежак пораз у борбама за Требиње 5-7. октобра.
Дана 10. октобра штаб Друге оклопне армије добио је дозволу за планско напуштање јадранске обале и повлачење на линију одбране Книн — Мостар (такозвана Зелена линија), у циљу скраћивања линије и извлачења јединица. Међутим, офанзива Осмог корпуса је покварила тај план. Девета дивизија ослободила је 10. октобра Ливно, једну од кључних тачака на новој одбрамбеној линији. У борбама 11-14. октобра 26. дивизија ослободила је Пељешац, а 16-17. октобра Стон. Тиме је изазвано убрзано извлачење немачке посаде из Дубровника, који је 18. октобра ослободила 29. дивизија. Немачку борбену групу из Дубровника разбиле су две бригаде 26. дивизије на Вуковом кланцу 22. октобра. Пошто је 369. дивизија претрпела низ пораза и тешке губитке, Немци су морали да обуставе даље извлачење делова 118. дивизије.
Након ослобођења јужне Далмације, Немци су били присиљени на убрзано повлачење из приморског појаса северне и средње Далмације. 25. октобра ослобођен је Сплит који су Немци евакуисали, а 36. октобра Сињ након борбе са усташама који су претрпели тешке губитке. Током ноћи 30/31. октобра немачка посада из Задра се неопазице бродовима евакуисала у Шибеник, па је Задар ослобођен 31. октобра. 3. новембра, након оштре борбе, Осми корпус ослободио је Шибеник. Немачка ојачана 264. дивизија утврдила се у Книну и ближој околини за одсудну одбрану. Током Книнске операције, Осми корпус је потпуно уништио ову јединицу, изузев мањих делова који су припојени другим формацијама, као и знатне делове 373. и 392. Тиме је у потпуности ометен план Друге оклопне армије.
Дана 3. децембра 1944. ослобођен је Книн, чиме је Далмација коначно ослобођена. Операција је окончана ослобођењем Грачаца 9. децембра. Након тога, Осми корпус је у фебруару 1945. извео Мостарску операцију, а 20. марта 1945. почео је општу офанзиву према Бихаћу и Госпићу.

#### Пробој групе армија Е из Грчке
Немачка Група армија Е је у условима продора Црвене армије у средиште Балкана септембра 1944. добила задатак да извуче своје снаге из Грчке и успостави нови фронт на Југоистоку. Према првобитном плану, требало је да поседне такозвану „плаву линију”, од Ђердапске клисуре до Скопља и до Скадра, и ослободи снаге Друге оклопне армије за померање на север. С обзиром да је ова линија морала да буде напуштена пре него што је Група армија Е успела да је поседне, према плану од 23. октобра 1944. наређена јој је одбрана „зелене линије”: ушће Драве — река Дрина — Гацко — Мостар — Книн — ушће Зрмање.
Изложена нападима НОВЈ, бугарских снага и савезничког ваздухопловства, Група армија Е успела је да изведе предње јединице преко Саве тек средином децембра, а извлачење група блокираних у позадини потрајало је до средине јануара 1945. Услед тога су важни положаји на „зеленој линији” (Тузла, река Дрина, Книн) били изгубљени пре него што се испољило дејство нападних група Групе армија Е. Пошто су знатне снаге армијске групе прикупљене северно од Саве прикупљене тек јануару, Група армија Е извела је у фебруару Операцију Вукодлак против Вировитичког мостобрана. Ликвидацијом мостобрана, Група армија Е коначно се укључилау немачка дејства против Црвене армије у југозападној Мађарској, садејствујући у Операцији Фрилингсервахен у марту 1945. Ипак, готово све њене снаге остале су на територији Југославије до краја рата.
Генерално, план Врховне команде Вермахта за померање снага на север и организованог поседања фронта није успео. Група армија Е се током свог четворомесечног пробоја константно налазила у кризи, трошећи све ресурсе на заштиту својих маршевских колона, немоћна да преузме додељену линију одбране. То је довело до губитка многих позиција, од којих је најзначајнија и најдалекосежнија била неспособност заустављања продора Црвене армије у Барањи и јужној Мађарској. Ипак, с обзиром на веома тешке услове под којима се пробијала, у маршу под непрекидном борбом, командант Групе армија Е је већ саму чињеницу да се извукла као целина, сматрао великим успехом. Операцију Групе армија Е олакшало је резервисано држање Савезника који, искрцавши се у Грчкој, нису исказали намере вршења притиска на немачке заштитнице.

### Сремски фронт и завршне операције
Сремски фронт је формиран у Другом светском рату, крајем 1944. године, од стране немачке војске која се повлачила из области Београда и снага НДХ које су им биле тактички потчињене. Тактичку команду над Сремским фронтом имала је до 3. децембра 1944. Друга оклопна армија, а од тада је команду преузела Група армија Е. Сремски фронт имао је за немачку армију велики значај, јер се на том месту штитио једини пут за извлачење Групе армија Е преко Сарајева и Славонског Брода у Панонију. За Савезнике је Сремски фронт имао значај као лево крило продора Трећег украјинског фронта Црвене армије у југозападну Мађарску.
У првој фази, НОВЈ, ојачана деловима Црвене армије, држала је иницијативу у својим рукама. Током децембра 1944. предузета је велика офанзива југословенских и совјетских снага у циљу пробоја фронта. Немачке снаге биле су присиљене на повлачење, и одбраниле су се крајњим напором, уз помоћ предњих ешелона Групе армија Е који су почели да пристижу преко Саве. Током јануара 1945. немачке снаге предузеле су противофанзиву у циљу исправљања и стабилизовања фронта. Након тога, завладало је релативно затишје до априла. Југословенска армија енергичним нападом пробила је Сремски фронт 12. априла 1945. године, и продрла дубоко на запад, гонећи осовинске снаге у повлачењу и ослобађајући тај део Југославије.

## Последице
Почетком маја, Хрватске оружане снаге, 15. козачки СС корпус и остаци четника, Српске државне страже и Српског добровољачког корпуса су се предали британским војницима. У месту Палманова се предало између 2.400 и 2.800 припадника СДК, а 12. маја још око 2.500 припадника СДК се предало Британцима код Унтербергена.
Између Британаца и војника Југословенске армије су избиле несугласице око територија. Ипак, Британци су предали Југословенској армији највећи део квислиншких војника. Партизани су се затим светили над делом заробљеника.
У Београду је 8. марта 1945. основана коалициона југословенска влада са Титом као председником владе и Иваном Шубашићем као министром спољних послова. Краљ Петар II се сложио да се не врати у земљу док се не одрже избори. Југословенска уставотворна скупштина је 29. новембра 1945, на основу убедљиве победе листе Народног фронта на изборима, збацила Петра II са власти. Истог дана је успостављена Федеративна Народна Република Југославија током првог заседања скупштине у Београду. Тито је изабран за председника владе.

### Суђења
На Цетињу је маја 1945. на смрт осуђен зеленашки првак Новица Радовић.
У јуну 1945. пред војним судом 2. југословенске армије на смрт су осуђени усташки званичници: Миле Будак, Павао Цанки, Никола Мандић, Јурај Рукавина, Никола Штајнфел и Иван Вигњевић. Током 1945. на смрт су осуђени официри Усташке војнице и Хрватског домобранства: Ђуро Груић, Богдан Мајетић, Владимир Метикош, Томислав Сертић и Славко Штанцер.
Милан Недић је изручен Југославији почетком 1946, али је наводно извршио самоубиство не дочекавши суђење.
Драгољуба Михаиловића су 13. марта 1946. ухватили оперативци Озне. Њему је, уз још неколико „квислиншких вођа”, на Београдском процесу суђено од 10. јуна до 15. јула за велеиздају и ратне злочине. Михаиловић је на крају проглашен кривим под 8 тачака оптужбе и осуђен на смрт стрељањем. Сутрадан је одбијена његова молба за помиловање и стрељан је уз још неколико недићевских функционера у ноћи између 17. и 18. јула. Ни данас му се за гроб не зна.
У Љубљани су августа 1946. за колаборацију на смрт осуђени Леон Рупник и Ловро Хацин, док су на временске казне осуђени Миха Крек и Грегориј Рожман.
Октобра 1946. у Загребу је одржано суђење Ериху Лисаку (смрт) и Алојзију Степинцу.
Фебруара 1947. на смрт су за ратне злочине осуђени немачки официри: Александар Лер, Јохан Фортнер, Јозеф Киблер, Адалберт Лончар, Фриц Најхолт и Аугуст Шмитхубер. Следећег месеца на смрт су осуђени званичници окупационе власти у Србији Харалд Турнер и Георг Кисел.
У јуну 1947. на смрт су осуђени министри НДХ: Мехмед Алајбеговић, Владимир Косак, Осман Куленовић (у одсуству), Славко Кватерник, Мирослав Навратил и Иван Перчевић и немачки амбасадор у НДХ Зигфрид Каше. У августу 1948. у Загребу је осуђено на смрт 43 усташка официра, међу њима Божидар Кавран и Љубо Милош.
Последња особа којој је суђено за ратне злочине за време СФРЈ је био Андрија Артуковић, који је осуђен на смрт, али му је казна преиначена на доживотни затвор због старости. Последња особа осуђена за ратне злочине је био Динко Шакић.